# Angel Coulby
Angel Leonie Coulby (Islington, 30 augustus 1980) is een Brits actrice.

## Levensloop
Coulby werd geboren in Islington, maar groeide op in Noord-Londen. In Edinburgh studeerde ze toneel aan de Queen Margaret University. Ze was voor het eerst op televisie te zien in Scariest Places on Earth als actrice in een realityserie over paranormale ervaringen. Haar doorbraak in Groot-Brittannië kwam in 2001 toen ze een belangrijke rol kreeg in de sitcom 'Orrible. Internationaal werd ze bekend door haar vertolking van Guinevere in de BBC-televisieserie Merlin die in 2008 startte en vijf seizoenen liep.
Ook speelde ze in de dramaserie Dancing on the Edge en de politieserie The Tunnel. In Thunderbirds Are Go is haar stem te horen als die van Tanusha "Kayo" Kyrano (Tin-Tin).

## Filmografie
| Jaar        | Titel                                | Rol                            | Opmerkingen                                                |
| ----------- | ------------------------------------ | ------------------------------ | ---------------------------------------------------------- |
| 1997        | Scariest Places on Earth             | Awassa Tact (angstige student) | Seizoen 2, aflevering 10 – Exorcism: Greyfriars Cemetery 1 |
| 2001        | 'Orrible                             | Shiv                           | 4 afleveringen                                             |
| 2002        | Casualty                             | Sally                          | aflevering: "In the Heat of the Night"                     |
| 2002        | Having It Off                        | Kylie Riley                    | Televisieserie                                             |
| 2002        | A Good Thief                         | Leah Pickering                 | Televisiefilm                                              |
| 2003        | The Second Coming                    | PC Louise Fraser               | Miniserie                                                  |
| 2003        | Manchild                             | Pippa                          | seizoen 2, aflevering 4                                    |
| 2004        | Making Waves                         | LMA Anita Cook                 | seizoen 1, aflevering 1 en 2                               |
| 2004        | As If                                | Amber                          | 7 afleveringen                                             |
| 2004        | Conviction                           | Jemma Ryan                     | 6 afleveringen                                             |
| 2004        | Holby City                           | Maxine Framley                 | aflevering: "A Good Day to Bury Bad News"                  |
| 2005        | The Jacket                           | Intern No. 2                   |                                                            |
| 2005        | Murder Investigation Team            | Lee Allanson                   | seizoen 2, aflevering 1                                    |
| 2005        | The League of Gentlemen's Apocalypse | Receptionist                   |                                                            |
| 2005        | Imagine Me & You                     | Anna                           |                                                            |
| 2005        | Vincent                              | Gillian Lafferty               | 7 afleveringen                                             |
| 2006        | Hustle                               | Alice                          | aflevering: "A Bollywood Dream"                            |
| 2006        | Doctor Who                           | Katherine                      | aflevering: "The Girl in the Fireplace"                    |
| 2006        | The Bill                             | Zoe Hughes                     | aflevering 461                                             |
| 2006        | Tripping Over                        | Charity                        | seizoen 1, aflevering 5                                    |
| 2007        | Magicians                            | Receptionist                   |                                                            |
| 2007        | Gina's Laughing Gear                 | Zuster Jones                   | aflevering: "Dollby City"                                  |
| 2007        | Secret Life                          | jonge moeder                   | televisiefilm                                              |
| 2007        | New Street Law                       | Sharon Weir                    | seizoen 2, aflevering 6                                    |
| 2007        | Talk to Me                           | Faith                          | 4 afleveringen                                             |
| 2007        | The Visit                            | Rachael                        | 6 afleveringen                                             |
| 2007        | Life Is Wild                         |                                | aflevering: "Heritage Day"                                 |
| 2008 – 2012 | Merlin                               | Guinevere "Gwen"               | 62 afleveringen (hoofdrol)                                 |
| 2013        | Dancing on the Edge                  | Jessie Taylor                  | 5 afleveringen (hoofdrol)                                  |
| 2013–2018   | The Tunnel                           | Laura Roebuck                  | hoofdrol                                                   |
| 2015–2017   | Thunderbirds Are Go                  | Tanusha "Kayo" Kyrano (stem)   | hoofdrol; 10 afleveringen                                  |
| 2016        | Undercover                           | Julia Redhead                  | 2 afleveringen                                             |
| 2016        | Hooten & the Lady                    | Melina                         | seizoen 1, aflevering 1: "Egypt"                           |
| 2017        | Man In an Orange Shirt               | Claudie                        | 1 aflevering                                               |
| 2017        | Body Slam                            | Ruth                           | korte film                                                 |
| 2018        | Innocent                             | Detective Cathy Hudson         | 4 afleveringen (hoofdrol)                                  |

- Biblioteca Nacional de España: XX4907307
- International Standard Name Identifier: 0000 0000 7755 7297
- Library of Congress Control Number: no2011130504
- MusicBrainz: e4e66651-60fe-4d68-bd75-ca1ac85e89bc
- Virtual International Authority File: 107572663
- WorldCat: E39PBJdGGV4D6HbpKk8qtDJRrq